# Cunningsburgh

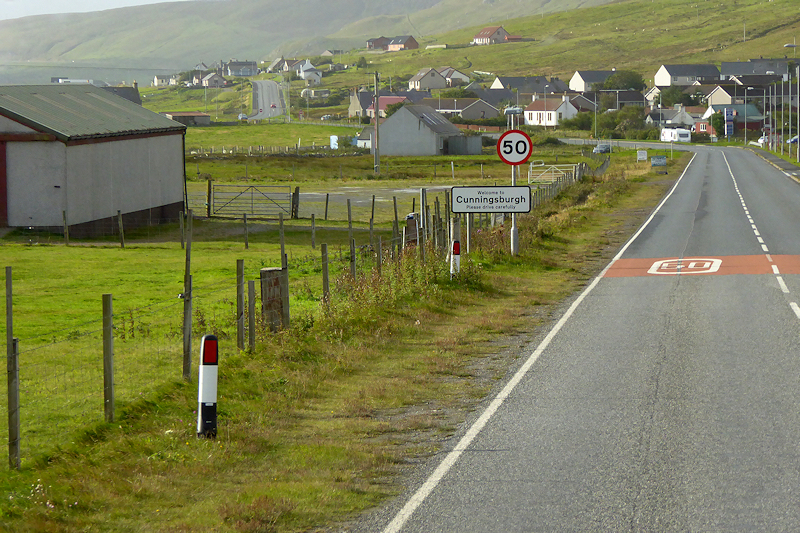
Ortseinfahrt von Norden

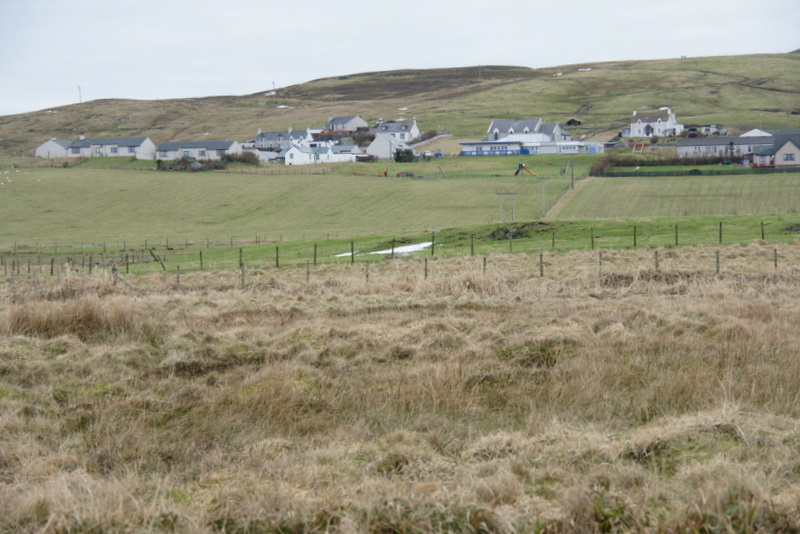
Blick von Osten den Ort

Cunningsburgh ist eine Ortschaft, die in Schottland im Süden der Shetlandinseln liegt.

## Geographie
Cunningsburgh liegt im Süden von Mainland, wo es eine verstreute Siedlung in der Nähe der Ostküste bildet. Nach Lerwick sind es 13 Kilometer im Nordosten. Ortschaften in der Nähe sind Fladdabister im Norden, Aithsetter im Osten und Greenmow im Südosten.

## Historisches
Im Rahmen der historischen Gliederung Schottlands in Civil Parishes zählt Cunningsburgh zu Dunrossness.

## Verkehr
Durch Cunningsburgh verläuft der südliche Teil der A970, der Sumburgh mit Lerwick verbindet.